# Buffalo (Oklahoma)
Buffalo település az Amerikai Egyesült Államok Oklahoma államában, Harper megyében, melynek megyeszékhelye is. Lakosainak száma 1039 fő (2020. április 1.).

## Népesség
A település népességének változása:

| 2010 | 1 299 |
| 2020 | 1 039 |